# Бутень Прескотта
Бутень Прескотта (Chaerophyllum prescottii) — вид квіткових рослин родини окружкових (Apiaceae).

## Біоморфологічна характеристика
Це дворічна чи багаторічна рослина 40–100 см заввишки. Корінь бульбоподібно стовщений. Стебло щільне. Листки в контурі трикутні; часточки останнього порядку ланцетні, у верхніх сидячих листків ниткоподібні. Парасольки з 12–20 променями. Зонтики багатоквіткові, 1–2 см завширшки; квітки двостатеві. Плід 5–8 × 1–1.5 мм; ребра малопомітні.

## Поширення
Євразія від Болгарії до Монголії.
В Україні вид зростає на лісових галявинах, серед чагарників — у Лісостепу та Степу.